# روبيان الرمال
روبيان الرمال أو جمبري رمال (الاسم العلمي: Crangon)، جنس روبيان من لينات الدرقة ورتبة عشاريات الأرجل وفصيلة روبيانيات الرمال.